# Opowieści z San Francisco
Opowieści z San Francisco – amerykański internetowy serial, który jest luźną adaptacją powieści  "Tales of the City" autorstwa Armisteada Maupina.
Wszystkie 10 odcinków zostało udostępnionych 7 czerwca 2019 roku na platformie Netflix.

## Fabuła
Serial pokazuje losy Mary Ann (Laura Linney), która 20 lat po tym, jak opuściła San Francisco, aby poświęcić się karierze, wraca do rodzinnego miasta, w którym dalej mieszka jej adoptowana córka (Elliot Page) i były mąż Brian (Paul Gross). Próbując uciec od kryzysu wieku średniego, do którego doprowadziło ją jej pozornie idealne życie w Connecticut, Mary Ann wraca do domu, gdzie dzięki Annie Madrigal (Olympia Dukakis) i mieszkańcom 28 Barbary Lane jej życie szybko wraca na właściwy tor.

## Obsada

### Główna
- Laura Linney jako Mary Ann Singleton[3]
- Elliot Page jako Shawna Hawkins[3]
- Paul Gross jako Brian Hawkins[4]
- Murray Bartlett jako Michael "Mouse" Tolliver[4]
- Charlie Barnett jako Ben Marshall[4]
- Josiah Victoria Garcia jako Jake Rodriguez[4]
- May Hong jako Margot Park[4]
- Olympia Dukakis jako Anna Madrigal[3]
- Barbara Garrick jako DeDe Halcyon Day[3]

### Role drugoplanowe
- Ashley Park jako Jennifer / Ani[4]
- Christopher Larkin jako Jonathan / Raven[4]
- Zosia Mamet jako Claire Duncan[5]
- Michael Park jako Robert Watson[4]
- Caldwell Tidicue jako Ida Best[4]
- Dickie Hearts jako Mateo[4]
- Michelle Buteau jako Wren[4]
- Victor Garber jako Sam Garland
- Benjamin Thys jako Eli[4]
- Samantha Soule jako Inka[4]
- Juan Castano jako Flaco Ramirez[4]
- Matthew Risch jako Harrison[4]
- Jen Richards jako młoda Anna Madrigal[4]
- Daniela Vega jako Ysela[4]

## Odcinki
| #              | Tytuł                    | Reżyseria            | Scenariusz                         | Premiera w Netflix | Premiera w Netflix Polska |
| SERIA PIERWSZA | SERIA PIERWSZA           | SERIA PIERWSZA       | SERIA PIERWSZA                     | SERIA PIERWSZA     | SERIA PIERWSZA            |
| -------------- | ------------------------ | -------------------- | ---------------------------------- | ------------------ | ------------------------- |
| 1              | Coming Home              | Alan Poul            | Lauren Morelli, Michael Cunningham | 7 czerwca 2019     | 7 czerwca 2019            |
| 2              | She Messy                | Alan Poul            | Marcus Gardley                     | 7 czerwca 2019     | 7 czerwca 2019            |
| 3              | Happy, Now?              | Silas Howard         | Hansol Jung                        | 7 czerwca 2019     | 7 czerwca 2019            |
| 4              | The Price of Oil         | Silas Howard         | Andy Parker                        | 7 czerwca 2019     | 7 czerwca 2019            |
| 5              | Not Today, Satan         | Stacie Passon        | Thomas Page McBee                  | 7 czerwca 2019     | 7 czerwca 2019            |
| 6              | A Touch O' Butch         | Stacie Passon        | Patricia Resnick                   | 7 czerwca 2019     | 7 czerwca 2019            |
| 7              | Next Level Sh*t          | Patricia Cardoso     | Jen Silverman                      | 7 czerwca 2019     | 7 czerwca 2019            |
| 8              | Days of Small Surrenders | Alan Poul            | Lauren Morelli                     | 7 czerwca 2019     | 7 czerwca 2019            |
| 9              | Rainbow Warriors         | Sydney Freeland      | Andy Parker                        | 7 czerwca 2019     | 7 czerwca 2019            |
| 10             | Three of Cups            | Kyle Patrick Alvarez | Lauren Morelli                     | 7 czerwca 2019     | 7 czerwca 2019            |

## Produkcja
Pod koniec czerwca 2017 roku poinformowano, że platformie Netflix nabyła prawa do ekranizacji książki  "Tales of the City" autorstwa Armisteada Maupina.
24 kwietnia 2018 roku Netflix zamówił 10-odcinkowy limitowany serial, w którym główne role otrzymali Laura Linney, Olympia Dukakis, Barbara Garrick oraz Elliot Page.
W październiku 2018 roku ogłoszono, że do obsady dołączyli: Paul Gross, Murray Bartlett, Charlie Barnett, Josiah Victoria Garcia, May Hong, Barbara Garrick, Jen Richards, Daniela Vega, Michelle Buteau, Ashley Park, Christopher Larkin, Matthew Risch, Michael Park, Dickie Hearts, Benjamin Thys, Samantha Soule oraz Zosia Mamet

## Nominacje do nagród

### GLAAD Media
2020
- GLAAD Media - Najlepszy serial limitowany[17]